# Vladimir Bakarić
Vladimir Bakarić (Velika Gorica, 1912 - Zagreb, 1983) fue un prominente estadista comunista croata, con una importante posición política en la Yugoslavia socialista, convirtiéndose en presidente y primer ministro de la República Socialista de Croacia.
Bakarić ayudó a organizar la resistencia partisana en Croacia durante la Segunda Guerra Mundial. De 1948 a 1969 fue presidente de la Liga de los Comunistas de Croacia, y como tal fue un colaborador cercano del presidente Josip Broz Tito. Incluso después de perder su jerarquía en el partido, conservó mucha influencia, y de hecho fue considerado como el político croata más influyente de Yugoslavia.

## Biografía

### Formación
Nació el 8 de marzo de 1912 en Velika Gorica, a las afueras de Zagreb en la entonces provincia austrohúngara de Croacia-Eslavonia. Hijo de un juez y abogado, asistió a la escuela primaria en Gospić, y al instituto en Ogulin y Zagreb. Posteriormente se matriculó en la Facultad de Derecho de la Universidad de Zagreb, obteniendo el doctorado en 1937.
Durante sus estudios se convirtió en miembro del Partido Comunista de Yugoslavia en 1933. Como tal, participó en diversos actos de movimientos obreros y manifestaciones estudiantiles, siendo a menudo perseguido y arrestado por la policía del rey Alejandro I. Después de graduarse, trabajó durante un tiempo como asistente legal. En 1940, se convirtió en miembro del Comité Central del Partido Comunista de Croacia. Después se desempeñó como teórico marxista, escritor y editor. Hasta que comenzó la guerra, trabajó en revistas y periódicos jurídicos, como Izraz, Naše novine, Radničke novine y otros.

### Segunda Guerra Mundial
La ocupación del país y la creación del Estado Independiente de Croacia, sorprendieron a Vladimir Bakarić en Zagreb. Era entonces editor del periódico ilegal Vjesnik, y se convirtió en uno de los principales organizadores del Movimiento de Liberación Nacional y del levantamiento en Zagreb y en toda Croacia. La rebelión en Croacia estuvo liderada por Ivan Gošnjak, Andrija Hebrang, Vladimir Bakarić y Rade Žigić.
Se mantuvo en Zagreb como miembro del comité militar hasta noviembre de 1941, y pasó después a territorio liberado como comisario político del movimiento partisano, manteniéndose en ese puesto durante dos años.
Durante la guerra de liberación, Bakarić fue miembro de la Presidencia del Consejo Antifascista de Liberación Nacional de Yugoslavia (AVNOJ), miembro del Comité Nacional de Liberación de Yugoslavia y el Comisionado Adjunto de Relaciones Exteriores. Asimismo, fue miembro del Alto Estado Mayor del Ejército Partisano, liderado por Josip Broz Tito y junto a Ivan Milutinović, Edvard Kardelj, Aleksandar Ranković "Leka", Svetozar Vukmanović "Tempo" y Milovan Đilas. En octubre de 1944, sustituyó a Andrija Hebrang como Secretario del Comité Central del Partido Comunista de Croacia, permaneciendo en esta posición hasta 1969.

### Vida política
Tras la guerra, se convirtió en uno de los más estrechos colaboradores de Tito. En abril de 1945, fue nombrado primer ministro de la República Popular de Croacia, cargo que ocupó hasta diciembre de 1953, en que pasó a ser presidente de la república, manteniéndose en el cargo hasta 1963. En 1947 asistió, como representante de la República Federal Popular de Yugoslavia, a la Conferencia de Paz de París, y de 1945 a 1963 ocupó también un escaño en el Parlamento de Yugoslavia y en la Asamblea Federal. Desde 1950, fue miembro de la Academia Yugoslava de las Artes y las Ciencias.
Como teórico del socialismo científico y el marxismo, publicó una serie de estudios científicos y artículos sobre cuestiones del socialismo, el estado de los problemas contemporáneos y las cuestiones económicas. Actuó como mediador entre Tito y el arzobispo Aloysius Stepinac, encarcelado en Lepoglava por las autoridades yugoslavas por su presunta colaboración con el régimen Ustacha durante la Segunda Guerra Mundial.
Bakarić constituyó, junto con el esloveno Edvard Kardelj, el ala más liberal de la élite política yugoslava, y fue conocido por su declaración sobre la necesidad de "federar la federación", una referencia a la pugna entre los centralistas yugoslavos que abogaban por dar más poderes al gobierno central y los federalistas que querían transferir más poder a las repúblicas. No obstante, en 1971 fue el principal apoyo de Tito en Croacia para eliminar cualquier disensión nacionalista, durante la campaña del mariscal contra los movimientos separatistas.
Era considerado como uno de los políticos más extremadamente cuidadosos en sus declaraciones públicas sobre política, y enemigo de afirmaciones radicales. Murió el 16 de enero de 1983 en Zagreb, a causa de una afección urológica, siendo enterrado en el cementerio Mirogoj.

## Reconocimientos
En 1950, fue galardonado con el título de ciudadano honorario de la ciudad de Zagreb. Recibió asimismo las más altas condecoraciones yugoslavas, siendo nombrado Héroe del Pueblo de Yugoslavia el 23 de julio de 1952.